# داج دیپلمات
دوج دیپلمات (Dodge Diplomat) خودرویی است که در سال‌های ۱۹۷۷ تا ۱۹۸۹در سنت‌لوئیس، ایالات متحده آمریکا، ایالات متحده آمریکا، ویندزور، کانادا، بوگوتا، کلمبیا، تولید شده‌است.
این خودرو در کلاس خودرو سایز متوسط قرار گرفته، طراحی آن خودروهای موتور جلو-محور عقب بوده‌است. سیستم جعبه‌دندهٔ آن ۳، دنده به دو صورت خودکار و دستی است.